# Otbert
Otbert (Otbertus) van Luik was van 1091 tot 1119 de 27e bisschop van Luik.
Otbert begin zijn geestelijke loopbaan als kanunnik van het kapittel van Sint-Lambertus, verbonden aan de  Sint-Lambertuskathedraal in Luik. In 1091 werd hij benoemd tot rijksbisschop van Luik, als opvolger van Hendrik van Verdun. Tijdens de investituurstrijd was hij een fervente verdediger van keizer Hendrik IV en begeleidde hij deze op zijn veldtochten. 
In 1096 kocht hij voor 1300 mark het hertogdom Bouillon van Godfried van Bouillon, die het geld nodig had om op kruistocht te gaan. Hij kocht tevens het kasteel van Couvin van Boudewijn II van Henegouwen. Tegelijkertijd had hij een conflict over het graafschap Brugeron met Godfried I van Leuven.
- Gemeinsame Normdatei: 115399755
- International Standard Name Identifier: 0000 0003 6754 2413
- Library of Congress Control Number: no98106862
- Nationale Bibliotheek van Israël: 987007288433205171
- Virtual International Authority File: 231877075